# César al millor decorat
El César al millor decorat (en francès: César des meilleurs décors) és un premi cinematogràfic francès entregat des de 1976 per l'Acadèmia de les Arts i Tècniques del Cinema de França (en francès: Académie des arts et techniques du cinéma).

## Palmarès
- Font: Pàgina oficial del premi.

### Dècada del 1970
| Any                        | Títol original         | Títol en català          | Dissenyador de producció | Pais |
| -------------------------- | ---------------------- | ------------------------ | ------------------------ | ---- |
| 1976                       |                        |                          |                          |      |
| Que la fête commence       | -                      | Pierre Guffroy           | França                   |      |
| La chair de l'orchidée     | La tija de l'orquídia  | Richard Peduzzi          | França                   |      |
| L'histoire d'Adèle H       | -                      | Jean-Pierre Kohut Svelko | França                   |      |
| L'important c'est d'aimer  | L'important és estimar | Jean-Pierre Kohut Svelko | França                   |      |
| 1977                       |                        |                          |                          |      |
| Monsieur Klein             | El senyor Klein        | Alexandre Trauner        | Hongria                  |      |
| Barocco                    | -                      | Fernandino Scarsiotti    | Itàlia                   |      |
| Le jouet                   | -                      | Bernard Evein            | França                   |      |
| Le locataire               | El quimèric inquilí    | Pierre Guffroy           | França                   |      |
| Mado                       | -                      | Pierre Guffroy           | França                   |      |
| 1978                       |                        |                          |                          |      |
| Providence                 | Providence             | Jacques Saulnier         | França                   |      |
| Dites-lui que je l'aime    | -                      | Hilton Mc Connico        | Estats Units             |      |
| Nous irons tous au paradis | -                      | Jean-Pierre Kohut Svelko | França                   |      |
| La vie devant soi          | -                      | Bernard Evein            | França                   |      |
| 1979                       |                        |                          |                          |      |
| Molière                    | Molière                | Guy-Claude François      | França                   |      |
| One two two                | -                      | François de Lamothe      | França                   |      |
| Sale rêveur                | -                      | Théobald Meurisse        | França                   |      |
| Violette Nozière           | Violette Nozière       | Jacques Brizzio          | França                   |      |

### Dècada del 1980
| Any                        | Títol original            | Títol en català          | Dissenyador de producció | Pais |
| -------------------------- | ------------------------- | ------------------------ | ------------------------ | ---- |
| 1980                       |                           |                          |                          |      |
| Don Giovanni               | Don Giovanni              | Alexandre Trauner        | Hongria                  |      |
| Buffet froid               | -                         | Théobald Meurisse        | França                   |      |
| I comme Icare              | -                         | Jacques Saulnier         | França                   |      |
| Tess                       | Tess                      | Pierre Guffroy           | França                   |      |
| 1981                       |                           |                          |                          |      |
| Le dernier métro           | L'últim metro             | Jean-Pierre Kohut Svelko | França                   |      |
| La banquière               | La Banquière              | Jean-Jacques Caziot      | França                   |      |
| Mon oncle d'Amérique       | El meu oncle d'Amèrica    | Jacques Saulnier         | França                   |      |
| Un mauvais fils            | -                         | Dominique André          | França                   |      |
| 1982                       |                           |                          |                          |      |
| Malevil                    | Malevil                   | Max Douy                 | França                   |      |
| Coup de torchon            | Baralla                   | Alexandre Trauner        | Hongria                  |      |
| Diva                       | Diva                      | Hilton Mc Connico        | Estats Units             |      |
| La guerre du feu           | La recerca del foc        | Brian Morris             | Regne Unit               |      |
| 1983                       |                           |                          |                          |      |
| Le retour de Martin Guerre | -                         | Alain Negre              | França                   |      |
| Les misérables             | -                         | François de Lamothe      | França                   |      |
| La truite                  | La truita                 | Alexandre Trauner        | Hongria                  |      |
| Une chambre en ville       | Una habitació a la ciutat | Bernard Evein            | França                   |      |
| 1984                       |                           |                          |                          |      |
| La lune dans le caniveau   | -                         | Hilton Mc Connico        | Estats Units             |      |
| Mortelle randonnée         | -                         | Jean-Pierre Kohut Svelko | França                   |      |
| Tchao pantin               | -                         | Alexandre Trauner        | Hongria                  |      |
| La vie est un roman        | La vida és una novel·la   | Jacques Saulnier         | França                   |      |
| 1985                       |                           |                          |                          |      |
| Un amour de Swann          | L’amor de Swann           | Jacques Saulnier         | França                   |      |
| Carmen                     | Carmen                    | Enrico Job               | Itàlia                   |      |
| Les cavaliers de l'orage   | -                         | Jean-Jacques Caziot      | França                   |      |
| Notre histoire             | -                         | Bernard Evein            | França                   |      |
| 1986                       |                           |                          |                          |      |
| Subway                     | Subway                    | Alexandre Trauner        | Hongria                  |      |
| Bras de fer                | -                         | Jean-Jacques Caziot      | França                   |      |
| On ne meurt que deux fois  | -                         | François de Lamothe      | França                   |      |
| Péril en la demeure        | -                         | Philippe Combastel       | França                   |      |
| 1987                       |                           |                          |                          |      |
| Pirates                    | Pirates                   | Pierre Guffroy           | França                   |      |
| Autour de minuit           | Al voltant de mitjanit    | Alexandre Trauner        | Hongria                  |      |
| Mélo                       | Mélo                      | Jacques Saulnier         | França                   |      |
| Thérèse                    | -                         | Bernard Evein            | França                   |      |
| 1988                       |                           |                          |                          |      |
| Au revoir les enfants      | -                         | Willy Holt               | Estats Units             |      |
| Ennemis intimes            | -                         | Jean-Pierre Kohut Svelko | França                   |      |
| La passion Béatrice        | -                         | Guy-Claude François      | França                   |      |
| 1989                       |                           |                          |                          |      |
| Camille Claudel            | -                         | Bernard Vezat            | França                   |      |
| La lectrice                | -                         | Thierry Leproust         | França                   |      |
| Trois places pour le 26    | Tres entrades per al 26   | Bernard Evein            | França                   |      |

### Dècada del 1990
| Any                                  | Títol original              | Títol en català                                | Dissenyador de producció | Pais |
| ------------------------------------ | --------------------------- | ---------------------------------------------- | ------------------------ | ---- |
| 1990                                 |                             |                                                |                          |      |
| Valmont                              | Valmont                     | Pierre Guffroy                                 | França                   |      |
| Bunker palace hôtel                  | -                           | Michèle Abbé-Vannier                           | França                   |      |
| Trop belle pour toi                  | -                           | Théobald Meurisse                              | França                   |      |
| 1991                                 |                             |                                                |                          |      |
| Cyrano de Bergerac                   | Cyrano de Bergerac          | Ezio Frigerio                                  | Itàlia                   |      |
| Le mari de la coiffeuse              | El marit de la perruquera   | Ivan Maussion                                  | França                   |      |
| Nikita                               | Nikita                      | Dan Weil                                       | França                   |      |
| 1992                                 |                             |                                                |                          |      |
| Delicatessen                         | Delicatessen                | Jean-Philippe Carp Miljen Kreka Kljakovic      | França Croàcia           |      |
| Les amants du Pont-Neuf              | Les amants du Pont-Neuf     | Michel Vandestien                              | França                   |      |
| Van Gogh                             | Van Gogh                    | Philippe Pallut i Katia Wyszkop                | França                   |      |
| 1993                                 |                             |                                                |                          |      |
| Indochine                            | Indoxina                    | Jacques Bufnoir                                | França                   |      |
| L'amant                              | -                           | Thanh At Hoang                                 | França                   |      |
| Le souper                            | -                           | François de Lamothe                            | França                   |      |
| 1994                                 |                             |                                                |                          |      |
| Smoking/no smoking                   | No Smoking                  | Jacques Saulnier                               | França                   |      |
| Le bâtard de Dieu                    | -                           | Jacques Bufnoir                                | França                   |      |
| Germinal                             | Germinal                    | Thanh At Hoang i Christian Marti               | França                   |      |
| 1995                                 |                             |                                                |                          |      |
| Farinelli                            | Farinelli, Il Castrato      | Gianni Quaranta                                | Itàlia                   |      |
| Le colonel Chabert                   | -                           | Bernard Vezat                                  | França                   |      |
| La reine Margot                      | La reina Margot             | Olivier Radot i Richard Peduzzi                | França                   |      |
| 1996                                 |                             |                                                |                          |      |
| La cité des enfants perdus           | La ciutat dels nens perduts | Jean Rabasse                                   | França                   |      |
| Le hussard sur le toit               | -                           | Ezio Frigerio Christian Marti i Jacques Rouxel | Itàlia França            |      |
| Madame Butterfly                     | Madame Butterfly            | Michèle Abbé                                   | França                   |      |
| 1997                                 |                             |                                                |                          |      |
| Ridicule                             | Ridícul                     | Ivan Maussion                                  | França                   |      |
| Beaumarchais, l'insolent             | -                           | Jean-Marc Kerdelhue                            | França                   |      |
| Capitaine Conan                      | Capità Conan                | Guy-Claude François                            | França                   |      |
| 1998                                 |                             |                                                |                          |      |
| Le cinquième élément                 | -                           | Dan Weil                                       | França                   |      |
| Le bossu                             | -                           | Bernard Vézat                                  | França                   |      |
| On connaît la chanson                | Coneixem la cançó           | Jacques Saulnier                               | França                   |      |
| 1999                                 |                             |                                                |                          |      |
| Lautrec                              | -                           | Jacques Rouxel                                 | França                   |      |
| Ceux qui m'aiment prendront le train | -                           | Sylvain Chauvelot i Richard Peduzzi            | França                   |      |
| Place Vendôme                        | -                           | Thierry Flamand                                | França                   |      |

### Dècada del 2000
| Any                                   | Títol original                     | Títol en català                        | Dissenyador de producció | Pais |
| ------------------------------------- | ---------------------------------- | -------------------------------------- | ------------------------ | ---- |
| 2000                                  |                                    |                                        |                          |      |
| Rembrandt                             | -                                  | Philippe Chiffre                       | França                   |      |
| Astérix et Obélix                     | -                                  | Jean Rabasse                           | França                   |      |
| Jeanne d'Arc                          | Joana d'Arc                        | Hugues Tissandier                      | França                   |      |
| Peut-être                             | -                                  | François Emmanuelli                    | França                   |      |
| 2001                                  |                                    |                                        |                          |      |
| Vatel                                 | Vatel                              | Jean Rabasse                           | França                   |      |
| Les destinées sentimentales           | Els destins sentimentals           | Katia Wyszkop                          | França                   |      |
| Saint-Cyr                             | -                                  | Thierry François                       | França                   |      |
| 2002                                  |                                    |                                        |                          |      |
| Le fabuleux destin d'Amélie Poulain   | Amélie                             | Aline Bonetto                          | França                   |      |
| L'Anglaise et le Duc                  | L'anglesa i el duc                 | Antoine Fontaine i Jean-Baptiste Marot | França                   |      |
| Le Pacte des loups                    | El pacte dels llops                | Guy-Claude François                    | França                   |      |
| 2003                                  |                                    |                                        |                          |      |
| Le pianiste                           | La pianista                        | Allan Starski                          | Polònia                  |      |
| 8 femmes                              | -                                  | Arnaud de Moleron                      | França                   |      |
| Astérix et Obélix : mission Cléopâtre | -                                  | Thanh At Hoang                         | França                   |      |
| Laissez-passer                        | -                                  | Emile Ghigo                            | França                   |      |
| 2004                                  |                                    |                                        |                          |      |
| Bon voyage (pel·lícula)               | -                                  | Catherine Leterrier i Jacques Rouxel   | França                   |      |
| Monsieur N.                           | -                                  | Patrick Durand                         | França                   |      |
| Pas sur la bouche                     | A la boca no                       | Jacques Saulnier                       | França                   |      |
| 2005                                  |                                    |                                        |                          |      |
| Un long dimanche de fiançailles       | Llarg diumenge de festeig          | Aline Bonetto                          | França                   |      |
| Les choristes                         | -                                  | François Chauvaud                      | França                   |      |
| Immortel                              | -                                  | Jean-Pierre Fouillet                   | França                   |      |
| 2006                                  |                                    |                                        |                          |      |
| Gabrielle                             | -                                  | Olivier Radot                          | França                   |      |
| Les âmes grises                       | -                                  | Loula Morin                            | França                   |      |
| Joyeux Noël                           | Bon Nadal                          | Jean-Michel Simonet                    | França                   |      |
| 2007                                  |                                    |                                        |                          |      |
| OSS 117 - Le Caire nid d'espions      | OSS 117: El Caire, niu d'espies    | Maamar Ech-Cheikh                      | França                   |      |
| Les brigades du tigre                 | -                                  | Jean-Luc Raoul                         | França                   |      |
| Coeurs                                | Assumptes privats en llocs públics | Jacques Saulnier                       | França                   |      |
| Indigènes                             | Dies de glòria                     | Dominique Douret                       | França                   |      |
| Lady Chatterley                       | -                                  | François-Renaud Labarthe               | França                   |      |
| 2008                                  |                                    |                                        |                          |      |
| La Môme                               | La vida en rosa                    | Olivier Raoux                          | França                   |      |
| Le deuxième souffle                   | -                                  | Thierry Flamand                        | França                   |      |
| Jacquou le croquant                   | -                                  | Christian Marti                        | França                   |      |
| Molière                               | -                                  | Françoise Dupertuis                    | França                   |      |
| Un secret                             | -                                  | Jean-Pierre Kohut-Svelko               | França                   |      |
| 2009                                  |                                    |                                        |                          |      |
| Séraphine                             | Séraphine                          | Thierry François                       | França                   |      |
| Les enfants de Timpelbach             | Els nens de Timpelbach             | Olivier Raoux                          | França                   |      |
| Faubourg 36                           | -                                  | Jean Rabasse                           | França                   |      |
| Home                                  | -                                  | Ivan Niclass                           | Suïssa                   |      |
| Mesrine                               | -                                  | Émile Ghigo                            | França                   |      |

### Dècada del 2010
| Any                                                     | Títol original                                | Títol en català          | Dissenyador de producció | Pais |
| ------------------------------------------------------- | --------------------------------------------- | ------------------------ | ------------------------ | ---- |
| 2010                                                    |                                               |                          |                          |      |
| Un prophète                                             | Un profeta                                    | Michel Barthélémy        | França                   |      |
| À l'Origine                                             | -                                             | François-Renaud Labarthe | França                   |      |
| Coco avant Chanel                                       | Coco, de la rebel·lia a la llegenda de Chanel | Olivier Radot            | França                   |      |
| Micmacs à tire-larigot                                  | -                                             | Aline Bonetto            | França                   |      |
| OSS 117 Rio ne répond plus...                           | OSS 117: Perdut a Rio                         | Maamar Ech Cheikh        | França                   |      |
| 2011                                                    |                                               |                          |                          |      |
| Les aventures extraordinaires d'Adèle Blanc-Sec         | Adèle i el misteri de la mòmia                | Hugues Tissandier        | França                   |      |
| Des hommes et des dieux                                 | De déus i homes                               | Michel Barthélémy        | França                   |      |
| Gainsbourg (vie héroïque)                               | -                                             | Christian Marti          | França                   |      |
| La princesse de Montpensier                             | -                                             | Guy-Claude François      | França                   |      |
| The Ghost Writer                                        | L'escriptor                                   | Albrecht Konrad          | Alemanya                 |      |
| 2012                                                    |                                               |                          |                          |      |
| The Artist                                              | -                                             | Laurence Bennett         | Estats Units             |      |
| L'Apollonide, souvenirs de la maison close              | -                                             | Alain Guffroy            | França                   |      |
| L'exercice de l'Etat                                    | -                                             | Jean-Marc Tran Tan Ba    | França                   |      |
| Les femmes du 6e étage                                  | Les dones del sisè pis                        | Pierre-François Limbosch | Bèlgica                  |      |
| Le Havre                                                | Le Havre                                      | Wouter Zoon              | França                   |      |
| 2013                                                    |                                               |                          |                          |      |
| Les adieux à la reine                                   | L'adeu a la reina                             | Katia Wyszkop            | França                   |      |
| Amour                                                   | Amor                                          | Jean-Vincent Puzos       | França                   |      |
| Cloclo                                                  | -                                             | Philippe Chiffre         | França                   |      |
| Holy Motors                                             | -                                             | Florian Sanson           | França                   |      |
| Populaire                                               | -                                             | Sylvie Olivé             | França                   |      |
| 2014                                                    |                                               |                          |                          |      |
| L'Écume des jours                                       | -                                             | Stéphane Rozenbaum       | França                   |      |
| L'extravagant voyage du jeune et prodigieux T.S. Spivet | L'extraordinari viatge de T. S. Spivet        | Aline Bonetto            | França                   |      |
| Les Garçons et Guillaume, à table !                     | Guillaume i els nois, a taula!                | Sylvie Olivé             | França                   |      |
| Michael Kohlhaas                                        | -                                             | Yan Arlaud               | França                   |      |
| Renoir                                                  | Renoir                                        | Benoît Barouh            | França                   |      |
| 2015                                                    |                                               |                          |                          |      |
| La Belle et la Bête                                     | La bella i la bèstia                          | Thierry Flamand          | França                   |      |
| La French                                               | -                                             | Jean-Philippe Moreaux    | França                   |      |
| Saint Laurent                                           | -                                             | Katia Wyszkop            | França                   |      |
| Timbuktu                                                | Timbuktu                                      | Sebastian Birchler       | França                   |      |
| Yves Saint Laurent                                      | -                                             | Aline Bonetto            | França                   |      |
| 2016                                                    |                                               |                          |                          |      |
| Marguerite                                              | Madame Marguerite                             | Martin Kurel             | Txecoslovàquia           |      |
| Dheepan                                                 | Dheepan                                       | Michel Barthélémy        | França                   |      |
| Journal d'une femme de chambre                          | -                                             | Katia Wyszkop            | França                   |      |
| L'Odeur de la mandarine                                 | -                                             | Jean Rabasse             | França                   |      |
| Trois souvenirs de ma jeunesse                          | Trois souvenirs de ma jeunesse                | Toma Baquéni             | França                   |      |
| 2017                                                    |                                               |                          |                          |      |
| Chocolat                                                | Monsieur Chocolat                             | Jérémie D. Lignol        | França                   |      |
| La Danseuse                                             | La ballarina                                  | Carlos Conti             | Argentina                |      |
| Frantz                                                  | Frantz                                        | Michel Barthélémy        | França                   |      |
| Ma Loute                                                | L'alta societat                               | Riton Dupire-Clément     | França                   |      |
| Planetarium                                             | -                                             | Katia Wyszkop            | França                   |      |
| 2018                                                    |                                               |                          |                          |      |
| Au Revoir là-haut                                       | Ens veurem allà dalt                          | Pierre Quefféléan        | França                   |      |
| 120 battements par minute                               | 120 pulsacions per minut                      | Emmanuelle Duplay        | França                   |      |
| Barbara                                                 | -                                             | Laurent Baude            | França                   |      |
| La promesse de l'aube                                   | Promesa a l'alba                              | Pierre Renson            | Bèlgica                  |      |
| Le Redoutable                                           | Mal geni                                      | Christian Marti          | França                   |      |
| 2019                                                    |                                               |                          |                          |      |
| Les Frères Sisters                                      | Els germans Sisters                           | Michel Barthélémy        | França                   |      |
| La Douleur                                              | Marguerite Duras: París 1944                  | Pascal le Guellec        | França                   |      |
| L'Empereur de Paris                                     | L'emperador de París                          | Emile Ghigo              | França                   |      |
| Mademoiselle de Joncquières                             | -                                             | David Faivre             | França                   |      |
| Un peuple et son roi                                    | Un poble i el seu rei                         | Thierry François         | França                   |      |

### Dècada del 2020
| Any                                                                 | Títol original                        | Títol en català       | Dissenyador de producció | Pais |
| ------------------------------------------------------------------- | ------------------------------------- | --------------------- | ------------------------ | ---- |
| 2020                                                                |                                       |                       |                          |      |
| La Belle Époque                                                     | La Belle Époque                       | Stéphane Rozenbaum    | França                   |      |
| Le Chant du loup                                                    | -                                     | Benoît Barouh         | França                   |      |
| Edmond                                                              | Cartes a Roxane                       | Franck Schwarz        | França                   |      |
| J'Accuse                                                            | L'oficial i l'espia                   | Jean Rabasse          | França                   |      |
| Portrait de la jeune fille en feu                                   | Retrat d'una dona en flames           | Thomas Grézaud        | França                   |      |
| 2021                                                                |                                       |                       |                          |      |
| Adieu les cons                                                      | Adieu les cons                        | Carlos Conti          | Argentina                |      |
| La Bonne Épouse                                                     | El manual de la bona esposa           | Thierry François      | França                   |      |
| Les choses qu'on dit, les choses qu'on fait                         | Les coses que diem, les coses que fem | David Faivre          | França                   |      |
| De Gaulle                                                           | De Gaulle                             | Nicolas de Boiscuillé | França                   |      |
| Été 85                                                              | Été 85                                | Benoît Barouh         | França                   |      |
| 2022                                                                |                                       |                       |                          |      |
| Illusions perdues                                                   | Les il·lusions perdudes               | Riton Dupire-Clément  | França                   |      |
| Aline                                                               | Aline                                 | Emmanuelle Duplay     | França                   |      |
| Annette                                                             | Annette                               | Florian Sanson        | França                   |      |
| Délicieux                                                           | Deliciós                              | Bertrand Seitz        | França                   |      |
| Eiffel                                                              | Eiffel                                | Stéphane Taillasson   | França                   |      |
| 2023                                                                |                                       |                       |                          |      |
| Simone, le voyage du siècle                                         | Simone, le voyage du siècle           | Christian Marti       | França                   |      |
| Les Amandiers                                                       | La gran joventut                      | Emmanuelle Duplay     | França                   |      |
| Couleurs de l'incendie                                              | Els colors de l'incendi               | Sebastian Birchler    | França                   |      |
| La Nuit du 12                                                       | La nit del 12                         | Michel Barthélémy     | França                   |      |
| Pacifiction - tourment sur les îles                                 | Pacifiction                           | Sebastian Vogler      | França                   |      |
| 2024                                                                |                                       |                       |                          |      |
| Les Trois Mousquetaires (Partie 1 : D'Artagnan / Partie 2 : Milady) | -                                     | Stéphane Taillasson   | França                   |      |
| Anatomie d'une chute                                                | Anatomia d'una caiguda                | Emmanuelle Duplay     | França                   |      |
| Jeanne du Barry                                                     | -                                     | Angelo Zamparutti     | França                   |      |
| La Passion de Dodin Bouffant                                        | A foc lent                            | Toma Baquéni          | França                   |      |
| Le Règne animal                                                     | Le Règne animal                       | Julia Lemaire         | França                   |      |
| 2025                                                                |                                       |                       |                          |      |
| Le Comte de Monte-Cristo                                            | El comte de Montecristo               | Stéphane Taillasson   | França                   |      |
| L'Amour ouf                                                         | -                                     | Jean-Philippe Moreaux | França                   |      |
| Emilia Pérez                                                        | Emilia Pérez                          | Emmanuelle Duplay     | França                   |      |
| Monsieur Aznavour                                                   | -                                     | Stéphane Rozenbaum    | França                   |      |
| Sarah Bernhardt, la Divine                                          | -                                     | Olivier Radot         | França                   |      |

## Estadístiques

### Els més premiats
| Premis | Nom                 | Anys             | Detalls        |
| ------ | ------------------- | ---------------- | -------------- |
| 3      | Jacques Saulnier    | 1978, 1985, 1994 | 10 nominacions |
| 3      | Alexandre Trauner   | 1977, 1980, 1986 | 7 nominacions  |
| 3      | Pierre Guffroy      | 1976, 1987, 1990 | 6 nominacions  |
| 2      | Jean Rabasse        | 1996, 2001       | 6 nominacions  |
| 2      | Michel Barthélémy   | 2010, 2019       | 6 nominacions  |
| 2      | Aline Bonetto       | 2002, 2005       | 5 nominacions  |
| 2      | Jacques Rouxel      | 1999, 2004       | 3 nominacions  |
| 2      | Stéphane Rozenbaum  | 2014, 2020       | 3 nominacions  |
| 2      | Stéphane Taillasson | 2024, 2025       | 3 nominacions  |

### Els més nominats
| Nominacions | Nom                      | Anys                                                | Detalls   |
| ----------- | ------------------------ | --------------------------------------------------- | --------- |
| 7           | Jean-Pierre Kohut Svelko | 1976 (2 candidatures), 1978, 1981, 1984, 1988, 2008 | 1 premi   |
| 6           | Christian Marti          | 1994, 1996, 2008, 2011, 2018, 2023                  | 1 premi   |
| 6           | Katia Wyszkop            | 1992, 2001, 2013, 2015, 2016, 2017                  | 1 premi   |
| 5           | Guy-Claude François      | 1979, 1988, 1997, 2002, 2011                        | 1 premi   |
| 5           | Emmanuelle Duplay        | 2018, 2022, 2023, 2024, 2025                        | Cap premi |
| 4           | Thierry François         | 2001, 2009, 2019, 2021                              | 1 premi   |
| 4           | Olivier Radot            | 1995, 2006, 2010, 2025                              | 1 premi   |
| 3           | Dominique Borg           | 1989, 1998, 2002                                    | 2 premis  |
| 3           | Stéphane Rozenbaum       | 2014, 2020, 2025                                    | 2 premis  |
| 3           | Stéphane Taillasson      | 2022, 2024, 2025                                    | 2 premis  |
| 3           | Jacqueline Moreau        | 1988, 1990, 1997                                    | 1 premi   |
| 3           | Mimi Lempicka            | 2013, 2018, 2021                                    | 1 premi   |
| 3           | Olga Berluti             | 1986, 1988, 1995                                    | 1 premi   |
| 3           | Sylvie de Segonzac       | 1993, 1997, 1999                                    | 1 premi   |
| 3           | Carine Sarfati           | 2004, 2009, 2015                                    | Cap premi |
| 3           | Catherine Bouchard       | 2002, 2005, 2018                                    | Cap premi |
| 3           | Charlotte David          | 2007, 2010, 2013                                    | Cap premi |
| 3           | Élisabeth Tavernier      | 1986, 1989, 1999                                    | Cap premi |
| 3           | Olivier Bériot           | 2001, 2011, 2014                                    | Cap premi |
| 3           | Pierre-Yves Gayraud      | 1993, 2015, 2019                                    | Cap premi |
| 3           | Thierry Delettre         | 2020, 2022, 2024                                    | Cap premi |